# Gilbert Houins
Gilbert Houins est un haut fonctionnaire belge actuellement administrateur-délégué de l'AFSCA depuis 2006 ,,,,,. Précédemment, il occupait la fonction de Directeur Général à la Politique du Contrôle de l’AFSCA de 2002 à 2006 ,. Il est connu pour avoir sensiblement orienté l'AFSCA vers une politique de formation et de développement du principe d'autocontrôle des opérateurs de la chaîne alimentaire, considérant que la répression a ses limites ,.

## Distinctions
- Grand officier de l'Ordre de Léopold II[11]